# Diporeia intermedia
Diporeia intermedia är en kräftdjursart som först beskrevs av Segerstråle 1977.  Diporeia intermedia ingår i släktet Diporeia och familjen Pontoporeiidae. Inga underarter finns listade i Catalogue of Life.